# Eleições presidenciais portuguesas de 2016 na Madeira
| Eleições presidenciais portuguesas de 2016 Distritos: Aveiro \| Beja \| Braga \| Bragança \| Castelo Branco \| Coimbra \| Évora \| Faro \| Guarda \| Leiria \| Lisboa \| Portalegre \| Porto \| Santarém \| Setúbal \| Viana do Castelo \| Vila Real \| Viseu \| Açores \| Madeira \| Estrangeiro |

## Resultados por Concelho
Os resultados nos concelhos da Região Autónoma da Madeira foram os seguintes:

### Calheta
| Candidato               | Candidato                | Votos  | %               |
| ----------------------- | ------------------------ | ------ | --------------- |
|                         | Marcelo Rebelo de Sousa  | 3 693  | 69,07 / 100,00  |
|                         | Edgar Silva              | 602    | 11,26 / 100,00  |
|                         | Marisa Matias            | 432    | 8,08 / 100,00   |
|                         | António Sampaio da Nóvoa | 264    | 4,94 / 100,00   |
|                         | Paulo de Morais          | 110    | 2,06 / 100,00   |
|                         | Maria de Belém Roseira   | 97     | 1,81 / 100,00   |
|                         | Vitorino Silva           | 64     | 1,20 / 100,00   |
|                         | Henrique Neto            | 40     | 0,75 / 100,00   |
|                         | Jorge Sequeira           | 30     | 0,56 / 100,00   |
|                         | Cândido Ferreira         | 15     | 0,28 / 100,00   |
| Votos Inválidos         | Votos Inválidos          | 157    | 2,85 / 100,00   |
| Total                   | Total                    | 5 504  | 100,00 / 100,00 |
| Eleitorado/Participação | Eleitorado/Participação  | 12 241 | 44,96 / 100,00  |

| Freguesia           | %     | %     | %     | %     | %    | %    | %    | %    | %    | %    | Votantes |
| Freguesia           | MRS   | ES    | MM    | ASN   | PM   | MBR  | VS   | HN   | JS   | CF   | Votantes |
| ------------------- | ----- | ----- | ----- | ----- | ---- | ---- | ---- | ---- | ---- | ---- | -------- |
| Arco da Calheta     | 71,49 | 10,70 | 6,59  | 5,28  | 1,57 | 2,09 | 0,98 | 0,65 | 0,20 | 0,46 | 1 569    |
| Calheta             | 66,56 | 11,59 | 8,56  | 5,60  | 3,09 | 1,84 | 1,18 | 0,92 | 0,53 | 0,13 | 1 569    |
| Estreito da Calheta | 74,18 | 9,22  | 7,66  | 2,70  | 2,13 | 1,70 | 0,85 | 0,43 | 0,99 | 0,14 | 723      |
| Fajã da Ovelha      | 66,75 | 13,16 | 7,89  | 5,50  | 1,20 | 0,72 | 2,15 | 1,44 | 0,72 | 0,48 | 431      |
| Jardim do Mar       | 46,22 | 15,13 | 17,65 | 15,13 | 3,36 | 0    | 1,68 | 0    | 0,84 | 0    | 123      |
| Paul do Mar         | 72,50 | 15,83 | 5,00  | 1,25  | 0,83 | 3,33 | 0    | 0    | 0,83 | 0,42 | 248      |
| Ponta do Pargo      | 61,61 | 13,23 | 12,80 | 4,12  | 1,52 | 2,17 | 2,39 | 0,43 | 1,30 | 0,43 | 483      |
| Prazeres            | 76,99 | 7,10  | 6,25  | 4,55  | 1,70 | 1,14 | 0,85 | 1,42 | 0    | 0    | 358      |
| Calheta             | 69,07 | 11,26 | 8,08  | 4,94  | 2,06 | 1,81 | 1,20 | 0,75 | 0,56 | 0,28 | 5 504    |

### Câmara de Lobos
| Candidato               | Candidato                | Votos  | %               |
| ----------------------- | ------------------------ | ------ | --------------- |
|                         | Marcelo Rebelo de Sousa  | 7 738  | 57,54 / 100,00  |
|                         | Edgar Silva              | 2 252  | 16,74 / 100,00  |
|                         | Marisa Matias            | 1 349  | 10,03 / 100,00  |
|                         | António Sampaio da Nóvoa | 1 056  | 7,85 / 100,00   |
|                         | Maria de Belém Roseira   | 360    | 2,68 / 100,00   |
|                         | Paulo de Morais          | 259    | 1,93 / 100,00   |
|                         | Vitorino Silva           | 140    | 1,04 / 100,00   |
|                         | Henrique Neto            | 139    | 1,03 / 100,00   |
|                         | Jorge Sequeira           | 90     | 0,67 / 100,00   |
|                         | Cândido Ferreira         | 66     | 0,49 / 100,00   |
| Votos Inválidos         | Votos Inválidos          | 380    | 2,75 / 100,00   |
| Total                   | Total                    | 13 829 | 100,00 / 100,00 |
| Eleitorado/Participação | Eleitorado/Participação  | 32 076 | 43,11 / 100,00  |

| Freguesia                   | %     | %     | %     | %     | %    | %    | %    | %    | %    | %    | Votantes |
| Freguesia                   | MRS   | ES    | MM    | ASN   | MBR  | PM   | VS   | HN   | JS   | CF   | Votantes |
| --------------------------- | ----- | ----- | ----- | ----- | ---- | ---- | ---- | ---- | ---- | ---- | -------- |
| Câmara de Lobos             | 57,84 | 17,25 | 9,16  | 8,67  | 2,40 | 2,44 | 0,95 | 0,69 | 0,32 | 0,29 | 6 039    |
| Curral das Freiras          | 55,25 | 19,66 | 10,01 | 5,07  | 2,17 | 1,57 | 1,57 | 1,57 | 2,17 | 0,97 | 854      |
| Estreito de Câmara de Lobos | 61,82 | 13,93 | 9,84  | 6,99  | 2,48 | 1,54 | 0,78 | 1,17 | 0,76 | 0,69 | 4 505    |
| Jardim da Serra             | 43,63 | 21,06 | 14,11 | 10,27 | 4,56 | 1,59 | 1,59 | 1,74 | 0,87 | 0,58 | 1 430    |
| Quinta Grande               | 58,22 | 17,67 | 10,42 | 5,72  | 2,96 | 1,33 | 1,53 | 1,02 | 0,82 | 0,31 | 1 001    |
| Câmara de Lobos             | 57,54 | 16,74 | 10,03 | 7,85  | 2,68 | 1,93 | 1,04 | 1,03 | 0,67 | 0,49 | 13 829   |

### Funchal
| Candidato               | Candidato                | Votos   | %               |
| ----------------------- | ------------------------ | ------- | --------------- |
|                         | Marcelo Rebelo de Sousa  | 22 745  | 46,62 / 100,00  |
|                         | Edgar Silva              | 11 729  | 24,04 / 100,00  |
|                         | António Sampaio da Nóvoa | 6 117   | 12,54 / 100,00  |
|                         | Marisa Matias            | 4 655   | 9,54 / 100,00   |
|                         | Paulo de Morais          | 1 293   | 2,65 / 100,00   |
|                         | Maria de Belém Roseira   | 1 291   | 2,65 / 100,00   |
|                         | Vitorino Silva           | 355     | 0,73 / 100,00   |
|                         | Henrique Neto            | 333     | 0,68 / 100,00   |
|                         | Jorge Sequeira           | 154     | 0,32 / 100,00   |
|                         | Cândido Ferreira         | 111     | 0,23 / 100,00   |
| Votos Inválidos         | Votos Inválidos          | 1 056   | 2,12 / 100,00   |
| Total                   | Total                    | 49 839  | 100,00 / 100,00 |
| Eleitorado/Participação | Eleitorado/Participação  | 106 437 | 46,82 / 100,00  |

| Freguesia                  | %     | %     | %     | %     | %    | %    | %    | %    | %    | %    | Votantes |
| Freguesia                  | MRS   | ES    | ASN   | MM    | PM   | MBR  | VS   | HN   | JS   | CF   | Votantes |
| -------------------------- | ----- | ----- | ----- | ----- | ---- | ---- | ---- | ---- | ---- | ---- | -------- |
| Imaculado Coração de Maria | 45,31 | 22,27 | 14,49 | 9,53  | 3,18 | 2,88 | 0,95 | 0,84 | 0,29 | 0,26 | 2 785    |
| Monte                      | 45,19 | 27,26 | 10,78 | 9,58  | 2,07 | 3,16 | 0,87 | 0,36 | 0,54 | 0,18 | 2 816    |
| Santa Luzia                | 50,59 | 19,74 | 15,85 | 7,70  | 2,22 | 2,00 | 0,59 | 0,67 | 0,30 | 0,33 | 2 749    |
| Santa Maria Maior          | 46,00 | 21,32 | 15,42 | 9,61  | 2,61 | 2,99 | 0,65 | 0,81 | 0,25 | 0,35 | 6 162    |
| Santo António              | 44,04 | 29,70 | 10,00 | 9,58  | 2,15 | 2,58 | 0,75 | 0,68 | 0,31 | 0,22 | 11 939   |
| São Gonçalo                | 46,90 | 24,62 | 11,98 | 9,33  | 2,15 | 2,89 | 0,74 | 0,70 | 0,35 | 0,35 | 2 628    |
| São Martinho               | 48,93 | 19,58 | 13,31 | 10,02 | 3,50 | 2,62 | 0,80 | 0,73 | 0,34 | 0,18 | 11 813   |
| São Pedro                  | 47,13 | 21,55 | 13,78 | 10,67 | 2,74 | 2,44 | 0,49 | 0,71 | 0,34 | 0,15 | 3 299    |
| São Roque                  | 43,38 | 31,24 | 10,16 | 9,21  | 1,93 | 2,49 | 0,70 | 0,47 | 0,23 | 0,19 | 4 394    |
| Sé                         | 59,38 | 12,27 | 13,73 | 6,99  | 4,06 | 2,19 | 0,41 | 0,73 | 0,24 | 0    | 1 254    |
| Funchal                    | 46,62 | 24,04 | 12,54 | 9,54  | 2,65 | 2,65 | 0,73 | 0,68 | 0,32 | 0,23 | 49 839   |

### Machico
| Candidato               | Candidato                | Votos  | %               |
| ----------------------- | ------------------------ | ------ | --------------- |
|                         | Marcelo Rebelo de Sousa  | 3 979  | 46,49 / 100,00  |
|                         | António Sampaio da Nóvoa | 1 533  | 17,91 / 100,00  |
|                         | Edgar Silva              | 1 490  | 17,41 / 100,00  |
|                         | Marisa Matias            | 859    | 10,04 / 100,00  |
|                         | Maria de Belém Roseira   | 343    | 4,01 / 100,00   |
|                         | Paulo de Morais          | 146    | 1,71 / 100,00   |
|                         | Vitorino Silva           | 91     | 1,06 / 100,00   |
|                         | Henrique Neto            | 56     | 0,65 / 100,00   |
|                         | Cândido Ferreira         | 37     | 0,43 / 100,00   |
|                         | Jorge Sequeira           | 24     | 0,28 / 100,00   |
| Votos Inválidos         | Votos Inválidos          | 191    | 2,18 / 100,00   |
| Total                   | Total                    | 8 749  | 100,00 / 100,00 |
| Eleitorado/Participação | Eleitorado/Participação  | 20 840 | 41,98 / 100,00  |

| Freguesia              | %     | %     | %     | %     | %    | %    | %    | %    | %    | %    | Votantes |
| Freguesia              | MRS   | ASN   | ES    | MM    | MBR  | PM   | VS   | HN   | CF   | JS   | Votantes |
| ---------------------- | ----- | ----- | ----- | ----- | ---- | ---- | ---- | ---- | ---- | ---- | -------- |
| Água de Pena           | 49,54 | 15,98 | 17,58 | 10,62 | 2,51 | 1,60 | 0,68 | 0,91 | 0,34 | 0,23 | 900      |
| Caniçal                | 42,50 | 14,70 | 27,49 | 8,00  | 4,95 | 0,76 | 0,76 | 0,69 | 0,15 | 0    | 1 340    |
| Machico                | 44,32 | 22,66 | 14,38 | 10,03 | 4,39 | 1,86 | 1,11 | 0,47 | 0,49 | 0,29 | 4 582    |
| Porto da Cruz          | 50,48 | 9,90  | 19,65 | 11,50 | 3,19 | 2,24 | 1,20 | 0,96 | 0,48 | 0,40 | 1 303    |
| Santo António da Serra | 58,59 | 9,00  | 13,26 | 10,64 | 2,95 | 1,64 | 1,64 | 0,98 | 0,65 | 0,65 | 624      |
| Machico                | 46,49 | 17,91 | 17,41 | 10,04 | 4,01 | 1,71 | 1,06 | 0,65 | 0,43 | 0,28 | 8 749    |

### Ponta de Sol
| Candidato               | Candidato                | Votos | %               |
| ----------------------- | ------------------------ | ----- | --------------- |
|                         | Marcelo Rebelo de Sousa  | 2 435 | 63,25 / 100,00  |
|                         | Edgar Silva              | 448   | 11,64 / 100,00  |
|                         | Marisa Matias            | 369   | 9,58 / 100,00   |
|                         | António Sampaio da Nóvoa | 308   | 8,00 / 100,00   |
|                         | Maria de Belém Roseira   | 106   | 2,75 / 100,00   |
|                         | Paulo de Morais          | 69    | 1,79 / 100,00   |
|                         | Vitorino Silva           | 37    | 0,96 / 100,00   |
|                         | Henrique Neto            | 35    | 0,91 / 100,00   |
|                         | Jorge Sequeira           | 28    | 0,73 / 100,00   |
|                         | Cândido Ferreira         | 15    | 0,39 / 100,00   |
| Votos Inválidos         | Votos Inválidos          | 83    | 2,11 / 100,00   |
| Total                   | Total                    | 3 933 | 100,00 / 100,00 |
| Eleitorado/Participação | Eleitorado/Participação  | 9 737 | 40,39 / 100,00  |

| Freguesia       | %     | %     | %     | %    | %    | %    | %    | %    | %    | %    | Votantes |
| Freguesia       | MRS   | ES    | MM    | ASN  | MBR  | PM   | VS   | HN   | JS   | CF   | Votantes |
| --------------- | ----- | ----- | ----- | ---- | ---- | ---- | ---- | ---- | ---- | ---- | -------- |
| Canhas          | 65,82 | 11,31 | 8,42  | 7,28 | 2,59 | 1,99 | 0,60 | 0,66 | 0,78 | 0,54 | 1 691    |
| Madalena do Mar | 57,81 | 10,13 | 14,35 | 8,86 | 4,22 | 0,84 | 0,84 | 1,27 | 1,27 | 0,42 | 249      |
| Ponta do Sol    | 61,71 | 12,10 | 9,99  | 8,51 | 2,72 | 1,74 | 1,28 | 1,08 | 0,62 | 0,26 | 1 993    |
| Ponta do Sol    | 63,25 | 11,64 | 9,58  | 8,00 | 2,75 | 1,79 | 0,96 | 0,91 | 0,73 | 0,39 | 3 933    |

### Porto Moniz
| Candidato               | Candidato                | Votos | %               |
| ----------------------- | ------------------------ | ----- | --------------- |
|                         | Marcelo Rebelo de Sousa  | 899   | 63,80 / 100,00  |
|                         | António Sampaio da Nóvoa | 185   | 13,13 / 100,00  |
|                         | Edgar Silva              | 134   | 9,51 / 100,00   |
|                         | Marisa Matias            | 77    | 5,46 / 100,00   |
|                         | Maria de Belém Roseira   | 51    | 3,62 / 100,00   |
|                         | Henrique Neto            | 23    | 1,63 / 100,00   |
|                         | Paulo de Morais          | 15    | 1,06 / 100,00   |
|                         | Vitorino Silva           | 13    | 0,92 / 100,00   |
|                         | Jorge Sequeira           | 8     | 0,57 / 100,00   |
|                         | Cândido Ferreira         | 4     | 0,28 / 100,00   |
| Votos Inválidos         | Votos Inválidos          | 44    | 3,03 / 100,00   |
| Total                   | Total                    | 1 453 | 100,00 / 100,00 |
| Eleitorado/Participação | Eleitorado/Participação  | 3 196 | 45,46 / 100,00  |

| Freguesia         | %     | %     | %     | %    | %    | %    | %    | %    | %    | %    | Votantes |
| Freguesia         | MRS   | ASN   | ES    | MM   | MBR  | HN   | PM   | VS   | JS   | CF   | Votantes |
| ----------------- | ----- | ----- | ----- | ---- | ---- | ---- | ---- | ---- | ---- | ---- | -------- |
| Achadas da Cruz   | 59,26 | 26,85 | 5,56  | 1,85 | 3,70 | 1,85 | 0,93 | 0    | 0    | 0    | 111      |
| Porto Moniz       | 63,31 | 12,91 | 10,97 | 5,26 | 3,20 | 1,60 | 0,91 | 0,91 | 0,69 | 0,23 | 906      |
| Ribeira da Janela | 70,00 | 6,57  | 5,83  | 8,33 | 5,00 | 3,33 | 0,83 | 0    | 0    | 0    | 124      |
| Seixal            | 64,38 | 11,44 | 8,17  | 6,21 | 4,25 | 0,98 | 1,63 | 1,63 | 0,65 | 0,65 | 312      |
| Porto Moniz       | 63,80 | 13,13 | 9,51  | 5,46 | 3,62 | 1,63 | 1,06 | 0,92 | 0,57 | 0,28 | 1 453    |

### Porto Santo
| Candidato               | Candidato                | Votos | %               |
| ----------------------- | ------------------------ | ----- | --------------- |
|                         | Marcelo Rebelo de Sousa  | 1 119 | 52,76 / 100,00  |
|                         | António Sampaio da Nóvoa | 307   | 14,47 / 100,00  |
|                         | Edgar Silva              | 263   | 12,40 / 100,00  |
|                         | Marisa Matias            | 232   | 10,94 / 100,00  |
|                         | Maria de Belém Roseira   | 94    | 4,43 / 100,00   |
|                         | Paulo de Morais          | 45    | 2,12 / 100,00   |
|                         | Vitorino Silva           | 28    | 1,32 / 100,00   |
|                         | Henrique Neto            | 14    | 0,66 / 100,00   |
|                         | Jorge Sequeira           | 11    | 0,52 / 100,00   |
|                         | Cândido Ferreira         | 8     | 0,38 / 100,00   |
| Votos Inválidos         | Votos Inválidos          | 65    | 2,98 / 100,00   |
| Total                   | Total                    | 2 186 | 100,00 / 100,00 |
| Eleitorado/Participação | Eleitorado/Participação  | 5 405 | 40,44 / 100,00  |

| Freguesia   | %     | %     | %     | %     | %    | %    | %    | %    | %    | %    | Votantes |
| Freguesia   | MRS   | ASN   | ES    | MM    | MBR  | PM   | VS   | HN   | JS   | CF   | Votantes |
| ----------- | ----- | ----- | ----- | ----- | ---- | ---- | ---- | ---- | ---- | ---- | -------- |
| Porto Santo | 52,76 | 14,47 | 12,40 | 10,94 | 4,43 | 2,12 | 1,32 | 0,66 | 0,52 | 0,38 | 2 186    |
| Porto Santo | 52,76 | 14,47 | 12,40 | 10,94 | 4,43 | 2,12 | 1,32 | 0,66 | 0,52 | 0,38 | 2 186    |

### Ribeira Brava
| Candidato               | Candidato                | Votos  | %               |
| ----------------------- | ------------------------ | ------ | --------------- |
|                         | Marcelo Rebelo de Sousa  | 3 381  | 57,65 / 100,00  |
|                         | Edgar Silva              | 941    | 16,04 / 100,00  |
|                         | Marisa Matias            | 587    | 10,01 / 100,00  |
|                         | António Sampaio da Nóvoa | 490    | 8,35 / 100,00   |
|                         | Maria de Belém Roseira   | 154    | 2,63 / 100,00   |
|                         | Paulo de Morais          | 132    | 2,25 / 100,00   |
|                         | Vitorino Silva           | 60     | 1,02 / 100,00   |
|                         | Henrique Neto            | 55     | 0,94 / 100,00   |
|                         | Jorge Sequeira           | 35     | 0,60 / 100,00   |
|                         | Cândido Ferreira         | 30     | 0,51 / 100,00   |
| Votos Inválidos         | Votos Inválidos          | 198    | 3,26 / 100,00   |
| Total                   | Total                    | 6 063  | 100,00 / 100,00 |
| Eleitorado/Participação | Eleitorado/Participação  | 13 904 | 43,61 / 100,00  |

| Freguesia     | %     | %     | %     | %    | %    | %    | %    | %    | %    | %    | Votantes |
| Freguesia     | MRS   | ES    | MM    | ASN  | MBR  | PM   | VS   | HN   | JS   | CF   | Votantes |
| ------------- | ----- | ----- | ----- | ---- | ---- | ---- | ---- | ---- | ---- | ---- | -------- |
| Campanário    | 61,43 | 14,36 | 10,21 | 6,47 | 2,83 | 1,87 | 1,01 | 0,76 | 0,61 | 0,46 | 2 058    |
| Ribeira Brava | 55,54 | 17,10 | 10,19 | 9,26 | 2,24 | 2,34 | 0,93 | 1,14 | 0,72 | 0,55 | 2 994    |
| Serra de Água | 59,30 | 13,57 | 8,72  | 9,11 | 3,88 | 2,71 | 1,55 | 0,39 | 0    | 0,78 | 534      |
| Tabua         | 52,90 | 19,35 | 9,46  | 9,89 | 2,80 | 2,80 | 1,08 | 1,08 | 0,43 | 0,22 | 477      |
| Ribeira Brava | 57,65 | 16,04 | 10,01 | 8,35 | 2,63 | 2,25 | 1,02 | 0,94 | 0,60 | 0,51 | 6 063    |

### Santa Cruz
| Candidato               | Candidato                | Votos  | %               |
| ----------------------- | ------------------------ | ------ | --------------- |
|                         | Marcelo Rebelo de Sousa  | 8 663  | 47,90 / 100,00  |
|                         | Edgar Silva              | 3 776  | 20,88 / 100,00  |
|                         | Marisa Matias            | 2 258  | 12,49 / 100,00  |
|                         | António Sampaio da Nóvoa | 2 013  | 11,13 / 100,00  |
|                         | Paulo de Morais          | 491    | 2,72 / 100,00   |
|                         | Maria de Belém Roseira   | 454    | 2,51 / 100,00   |
|                         | Vitorino Silva           | 163    | 0,90 / 100,00   |
|                         | Henrique Neto            | 134    | 0,74 / 100,00   |
|                         | Jorge Sequeira           | 79     | 0,44 / 100,00   |
|                         | Cândido Ferreira         | 53     | 0,29 / 100,00   |
| Votos Inválidos         | Votos Inválidos          | 420    | 2,27 / 100,00   |
| Total                   | Total                    | 18 504 | 100,00 / 100,00 |
| Eleitorado/Participação | Eleitorado/Participação  | 37 830 | 48,91 / 100,00  |

| Freguesia              | %     | %     | %     | %     | %    | %    | %    | %    | %    | %    | Votantes |
| Freguesia              | MRS   | ES    | MM    | ASN   | PM   | MBR  | VS   | HN   | JS   | CF   | Votantes |
| ---------------------- | ----- | ----- | ----- | ----- | ---- | ---- | ---- | ---- | ---- | ---- | -------- |
| Camacha                | 48,53 | 21,76 | 13,47 | 8,49  | 1,38 | 3,20 | 1,09 | 1,21 | 0,29 | 0,58 | 3 581    |
| Caniço                 | 46,59 | 21,11 | 12,74 | 11,84 | 3,37 | 2,30 | 0,88 | 0,60 | 0,43 | 0,14 | 9 673    |
| Gaula                  | 50,87 | 19,08 | 11,82 | 11,03 | 2,70 | 2,25 | 0,73 | 0,62 | 0,56 | 0,34 | 1 814    |
| Santa Cruz             | 48,12 | 20,82 | 11,23 | 12,59 | 2,15 | 2,73 | 0,78 | 0,72 | 0,48 | 0,38 | 2 998    |
| Santo António da Serra | 58,14 | 16,51 | 10,23 | 7,21  | 3,02 | 1,16 | 1,40 | 0,70 | 0,93 | 0,70 | 438      |
| Santa Cruz             | 47,90 | 20,88 | 12,49 | 11,13 | 2,72 | 2,51 | 0,90 | 0,74 | 0,44 | 0,29 | 18 504   |

### Santana
| Candidato               | Candidato                | Votos | %               |
| ----------------------- | ------------------------ | ----- | --------------- |
|                         | Marcelo Rebelo de Sousa  | 2 198 | 58,74 / 100,00  |
|                         | Edgar Silva              | 506   | 13,52 / 100,00  |
|                         | Marisa Matias            | 404   | 10,80 / 100,00  |
|                         | António Sampaio da Nóvoa | 312   | 8,34 / 100,00   |
|                         | Maria de Belém Roseira   | 106   | 2,83 / 100,00   |
|                         | Paulo de Morais          | 77    | 2,06 / 100,00   |
|                         | Vitorino Silva           | 57    | 1,52 / 100,00   |
|                         | Henrique Neto            | 36    | 0,96 / 100,00   |
|                         | Cândido Ferreira         | 23    | 0,61 / 100,00   |
|                         | Jorge Sequeira           | 23    | 0,61 / 100,00   |
| Votos Inválidos         | Votos Inválidos          | 99    | 2,57 / 100,00   |
| Total                   | Total                    | 3 841 | 100,00 / 100,00 |
| Eleitorado/Participação | Eleitorado/Participação  | 8 190 | 46,90 / 100,00  |

| Freguesia          | %     | %     | %     | %     | %    | %    | %    | %    | %    | %    | Votantes |
| Freguesia          | MRS   | ES    | MM    | ASN   | MBR  | PM   | VS   | HN   | CF   | JS   | Votantes |
| ------------------ | ----- | ----- | ----- | ----- | ---- | ---- | ---- | ---- | ---- | ---- | -------- |
| Arco de São Jorge  | 55,28 | 11,38 | 14,63 | 10,16 | 3,66 | 0    | 2,44 | 0,41 | 1,22 | 0,81 | 250      |
| Faial              | 63,83 | 11,34 | 10,39 | 5,94  | 2,70 | 2,43 | 1,35 | 1,21 | 0,27 | 0,54 | 767      |
| Ilha               | 76,92 | 5,59  | 6,99  | 4,90  | 2,80 | 1,40 | 0    | 0    | 0,70 | 0,70 | 145      |
| Santana            | 54,33 | 15,03 | 12,60 | 9,38  | 2,56 | 2,49 | 1,71 | 0,85 | 0,59 | 0,46 | 1 555    |
| São Jorge          | 59,86 | 14,41 | 7,83  | 8,39  | 3,36 | 1,38 | 1,54 | 1,12 | 0,98 | 0,84 | 742      |
| São Roque do Faial | 59,79 | 14,48 | 8,85  | 8,85  | 2,68 | 1,88 | 1,07 | 1,34 | 0,27 | 0,80 | 382      |
| Santana            | 58,74 | 13,52 | 10,80 | 8,34  | 2,83 | 2,06 | 1,52 | 0,96 | 0,61 | 0,61 | 3 841    |

### São Vicente
| Candidato               | Candidato                | Votos | %               |
| ----------------------- | ------------------------ | ----- | --------------- |
|                         | Marcelo Rebelo de Sousa  | 1 573 | 61,54 / 100,00  |
|                         | Edgar Silva              | 273   | 10,68 / 100,00  |
|                         | António Sampaio da Nóvoa | 240   | 9,39 / 100,00   |
|                         | Marisa Matias            | 226   | 8,84 / 100,00   |
|                         | Maria de Belém Roseira   | 101   | 3,95 / 100,00   |
|                         | Paulo de Morais          | 62    | 2,43 / 100,00   |
|                         | Vitorino Silva           | 36    | 1,41 / 100,00   |
|                         | Henrique Neto            | 19    | 0,74 / 100,00   |
|                         | Jorge Sequeira           | 16    | 0,63 / 100,00   |
|                         | Cândido Ferreira         | 10    | 0,39 / 100,00   |
| Votos Inválidos         | Votos Inválidos          | 60    | 2,30 / 100,00   |
| Total                   | Total                    | 2 616 | 100,00 / 100,00 |
| Eleitorado/Participação | Eleitorado/Participação  | 6 202 | 42,18 / 100,00  |

| Freguesia     | %     | %     | %     | %    | %    | %    | %    | %    | %    | %    | Votantes |
| Freguesia     | MRS   | ES    | ASN   | MM   | MBR  | PM   | VS   | HN   | JS   | CF   | Votantes |
| ------------- | ----- | ----- | ----- | ---- | ---- | ---- | ---- | ---- | ---- | ---- | -------- |
| Boa Ventura   | 67,22 | 12,41 | 5,11  | 6,19 | 3,89 | 1,85 | 1,11 | 0,74 | 0,56 | 0,93 | 553      |
| Ponta Delgada | 60,96 | 10,79 | 11,82 | 8,73 | 2,57 | 2,74 | 1,71 | 0    | 0,68 | 0    | 595      |
| São Vicente   | 59,64 | 9,99  | 9,99  | 9,92 | 4,54 | 2,51 | 1,40 | 1,05 | 0,63 | 0,35 | 1 468    |
| São Vicente   | 61,54 | 10,68 | 9,39  | 8,84 | 3,95 | 2,43 | 1,41 | 0,74 | 0,63 | 0,39 | 2 616    |